# メルキュレAOC
メルキュレ （Mercurey）は、ブルゴーニュワインの1つ。

## 概要
生産地メルキュレはコート・シャロネーズ地区のワイン生産における中心の村になっている。ワインは、南西に接するサン・マルタン・スー・モンテギュー村と2か村で、AOCメルキュレを名乗っている。
メルキュレ・ワインは、赤ワインが6割、白ワインが4割生産されているが、ピノ・ノワール種で作られる赤の評価が高い。南にあるジヴリー村とともに、シャロネーズ地区では珍しい1級畑のある村であるが、良いものはボーヌなどの特級品と肩を並べることができるほどの品質を持っている。
生産量が多く、価格も手頃で、お買い得品が多い。